# Georges Lagrange
Georges Lagrange, escritor en esperanto, nació en el 1928 y falleció el 30 de abril de 2004 en el pueblo de Bouresse, en el centro «Kvinpetalo», ubicado cerca de Poitiers. Había sido cofundador de este gran centro de enseñanza y difusión de la lengua esperanto, conocido en Francia y en el movimiento esperantista mundial.
Lagrange estudió el esperanto en su juventud, después de la Segunda Guerra Mundial,  lo que lo llevó a dedicarse también a la enseñanza y difusión del esperanto.
En este idioma escribió unas veinte obras originales, novelas y piezas de teatro, además de publicar numerosas traducciones de autores franceses, antiguos y modernos.
Tradujo también al esperanto las canciones de Georges Brassens y otros compositores modernos y escribió los diálogos del film «La verd’stelulo», estrenado en 1996, una de las películas grabadas originalmente en Lengua Internacional Esperanto.
El reconocido perfecto dominio del esperanto alcanzado por Georges Lagrange hizo que fuera elegido para formar parte de la Academia internacional de Esperanto.
- Datos: Q12954
- Multimedia: Georges Lagrange / Q12954